# معامل
المُعامل أو الحِتْن هو مصطلح يستعمل في مجالات الرياضيات والفيزياء والكيمياء. يستعمل في العبارات الرياضياتية والفيزيائية ليدل على قيمة غير متغيرة. أما في الكيمياء فهو رقم يوضع أمام مصطلح في المعادلة الكيميائية للإشارة إلى عدد الجزيئات (أو الذرات) المشاركة في المعادلة.

## في الرياضيات
بحسب قواعد الرياضيات، قد يكون العامل قيمة رقمية أو قد يكون رمز يشير لقيمة رقمية. ويستعمل لمضاعفة المتغير الذي يجاريه. كما يمكن استعمال المعامل لمضاعفة حد أو متسلسلة. وفي حال حذف المعامل من العبارة، فيعتبر قيمته 1.

### أمثلة
- في المعادلة {\displaystyle 4x}، 4 هو معامل يضاعف المتغير {\displaystyle x} أربع مرات.
- في متعددة الحدود {\displaystyle 7x^{2}-3xy+1.5}، المعامل 7 يضاعف المتغير {\displaystyle x^{2}} سبع مرات. المعامل 3- يضاعف حاصل ضرب xy ثلاث مرات سلبيا. بينما 1.5 هو عدد ثابت.
- في متعددة الحدود {\displaystyle ax^{2}+y+c}، المعامل هو الرمز a الذي يضاعف المتغير {\displaystyle x^{2}}، و1 هو معامل y لعدم وجود معامل قبله بينما c هي قيمة عددية ثابتة.

### في الجبر الخطي
في الجبر الخطي، يرتبط نظام معادلات خطية بمصفوفة معاملات تُستعمل في قاعدة كرامر من أجل حلحلة هذا النظام.
عادة ما يُنظر إلى المعاملات ثابتاتٍ في الجبر الابتدائي، ولكنهن قد تكن متغيرات. على سبيل المثال، الإحداثيات {\displaystyle (x_{1},x_{2},\dotsc ,x_{n})} لمتجهة {\displaystyle v} في فضاء متجهي ما قاعدته هي {\displaystyle \lbrace e_{1},e_{2},\dotsc ,e_{n}\rbrace }، هن معاملات لمتجهات هذه القاعدة كما تبين الصيغة التالية:
{\displaystyle v=x_{1}e_{1}+x_{2}e_{2}+\dotsb +x_{n}e_{n}.}

## في الكيمياء
المعامل في مجال الكيمياء هو رقم يحدد عدد العناصر أو الذرات في المركب الكيميائية والذي يسمى معامل قياس اتحادية العناصر. مثلا، في الصيغة الكيميائي التالية {\displaystyle 2H_{2}+O_{2}\rightarrow 2H_{2}O} فإن المعامل 2 أستعمل لتحديد عدد الجزئيات في صيغتي: {\displaystyle H_{2}} و{\displaystyle H_{2}O}.
معامل التقسيم (KD): نسبة تركيز مركب على مرحلتين من مزيج من اثنين من المذيبات قابلة للامتزاج في حالة التوازن.

## في الفيزياء

### أمثلة للمعاملات المادية
للمعامل استعمالات في مجال الفيزياء من خلال تطبيقاته في الرياضيات. منها:
- معامل التمدد الحراري الديناميكا الحرارية (أبعاد): يربط التغير في درجة الحرارة مع التغيير في أبعاد المادة.
- معامل القاعة في الفيزياء الكهربائية) --) يربط المجال المغناطيسي الذي يطبق على عنصر ما بالنسبة للجهد الكهربائي المتولد إلى سماكة العنصر. ويعتمد النتيجة على خصائص العنصر المستعمل.
- معامل الرفع (CL or CZ) يستعمل في مجال الديناميكا الهوائية وهو يحدد علاقة رفع الجنيح بضغط السائل المتدفق وبين منطقة شكل المسطح للجنيح.
- معامل البالستية (BC) في مجال لديناميكا الهوائية (وحدات of كغ/م2): مقياس لقدرة الجسم على التغلب على مقاومة الهواء في الجو. BC هو دالة للوزن، والقطر، ومعامل السحب.
- معامل النقل في مجال ميكانيكا الكم، (أبعاد) -- يمثل احتمال تدفق موجة مرسلة بالنسبة إلى أن موجة مستحدثة. غالبا ما يستخدم لوصف احتمال وجود جسيمات تنفق من خلال حاجز.
- عامل التخميد أو عامل الزوجة في الهندسة الفيزيائية (وحدة ثانية، نيوتن لكل متر) -- ويربط قوة التخميد مع سرعة حركة الكائن الذي يجري.